# 久岐今福御厨
久岐今福御厨（くきいまふくみくりや）は現大阪市城東区今福付近に比定される皇室領の御厨。

## 概要
1224年（貞応3年）8月10日、宣陽門院所領目録に、上西門院の「新御領」の一つとして「摂津国久岐今福御厨」とみえる。上西門院は鳥羽法皇の第二皇女で、1145年（久安元年）に母待賢門院の遺領法金剛院領を相伝したが、相伝領以外にも獲得した新御領を領有しており、1189年（文治5年）上西門院薨去後、一時後白河法皇が管掌し長講堂領となった。1192年（建久3年）鳥羽法皇崩御により皇女宣陽門院が相続する。したがって上西門院の新御領である当御厨の成立は、少なくとも12世紀中期頃まで遡ることが出来る。
1260年（正元2年）4月6日付の摂津守中原師藤の申請雑事八箇条の一ヵ条に、「神崎、浜崎、杭瀬、今福、久岐」の要津に居住している寄人らが権門勢家の権威を募って国役を勤仕しない旨を指摘している。